# De Cirkel (schip, 1926)
Het wachtschip De Cirkel van Scoutinggroep Beatrix in Roermond is varend monument uit 1926 van het type luxe motor. Het had van oorsprong een hulpzeil, dat in tijden van schaarste aan brandstof in de Tweede Wereldoorlog nog uitkomst heeft geboden. Maar in de jaren 50 werd er een motor van motorenfabriek "De Industrie" geplaatst. Die eind jaren '60 wordt vervangen door een 80 pk DAF scheepsmotor. Het vaargebied is dan Noord-Brabant, Limburg en België en het vervoert daar cement van de ENCI. (De hoopjes uitgehard cement onder de buikdenning waren tot aan de start van de verbouwing in 2003 terug te vinden.)
In 1976 kocht de gemeente Eindhoven het schip, ten behoeve van een werklozenproject. De Cirkel wordt ingericht als leerling-werkplaats voor het repareren van fietsen. In 1981 de verkoopt de gemeente Eindhoven het schip omdat het er naar uitziet dat de werkplaats de bakermat van de Eindhovense drugshandel wordt. Het schip wordt door de Beatrixgroep uit Roermond voor ƒ 17.500,- (€ 7.940,-) gekocht van de gemeente. Het koopcontract bevat de bijzondere bepaling dat het schip nooit meer binnen de gemeentegrens van Eindhoven mag komen, om herhaling van de problemen te voorkomen. Het schip kan dan niet meer zelfstandig varen en moet met een sleepboot worden verplaattst en afgemeerd worden in de haven van de Beatrixgroep op het schiereiland Hatenboer bij Roermond.
Vanaf 2003 vond een grote verbouwing plaats, waarbij een stalen dek werd geplaatst met een autokraan om vletten en andere zware materialen aan dek of in het ruim te hijsen. Ook kwam er een nieuwe hoofdingang, die over de trap werd voorzien van een rolstoelplateau lift. De toiletunit werd aangepast voor rolstoelgebruikers. Op die manier werd het hele ruim toegankelijk voor minder valide personen. Het schip fungeert door het jaar heen en tijdens kampen als varend clubhuis en opbergplaats voor alle nautische materiaal zoals zeilen, bakskisten, riemen enz.

## Liggers Scheepmetingsdienst[3]
| Meetnummer | District en volgnr. | Meetdatum         | Meetplaats | Lengte [m] | Breedte [m] | Inzinking [m] | Waterverplaatsing [ton] | Naam           | Eigenaar              | Domicilie  |
| ---------- | ------------------- | ----------------- | ---------- | ---------- | ----------- | ------------- | ----------------------- | -------------- | --------------------- | ---------- |
| R6403N     | Rotterdam 6403      | 17 september 1926 | Rotterdam  | 27,21      | 5,08        | –             | 123,934 ton             | ANNA CORNELIA  | A. Stoop              | Oosterhout |
| A8771N     | Amsterdam 8771      | 27 september 1935 | Haarlem    | 27,25      | 5,07        | –             | 120,395                 | ANNA CORNELIA  | A. Stoop              | Oosterhout |
|            |                     | 1943              |            |            |             |               |                         | PETRONELLA III |                       |            |
| R19991N    | Rotterdam 19991     | 1 juni 1954       | Ravenstein | 27,22      | 5,07        | 1,98          | 149,729                 | DYMPHNA        | –                     | –          |
| R25395N    | Rotterdam 25395     | 14 april 1960     | –          | 36,21      | 5,09        | 1,95          | 226,948                 | DIAD           | –                     | –          |
|            |                     |                   |            |            |             |               |                         | GERJAN         |                       |            |
| RN5821     | Rotterdam 5821      | 26 mei 1987       | –          | 36,21      | 5,09        | 0,81          | 29,520                  | DE CIRKEL      | Scoutinggroep Beatrix | Roermond   |